# Laval, le collaborateur
Pour plus de détails, voir Fiche technique et Distribution.
Laval, le collaborateur est un téléfilm français réalisé par Laurent Heynemann, diffusé le 2 novembre 2021 sur France 3.

## Synopsis
L’homme politique français Pierre Laval, plusieurs fois président du Conseil dans les années 1930 et figure du pacifisme, est l’artisan de la politique de Vichy avec le maréchal Pétain lors de la Seconde Guerre mondiale.
Considéré comme l'homme le plus haï de France à la Libération, il est jugé pour la collaboration avec l'Allemagne nazie occupant le territoire français. Au terme d'un procès des plus expéditifs ne respectant pas les droits de la défense, il est condamné à mort et fusillé.

## Fiche technique
- Titre : Laval, le collaborateur
- Réalisation : Laurent Heynemann
- Scénario : Jacques Kirsner
- Producteur : Jacques Kirsner
- Musique : Bruno Coulais
- Directeur de la photographie : Ramin Poursaid
- Genre : Histoire, Drame
- Pays :  France
- Durée : 90 minutes
- Date de première diffusion : 2 novembre 2021 sur France 3

## Distribution
- Patrick Chesnais : Pierre Laval
- Grégoire Leprince-Ringuet : Maître Albert Naud
- Mathieu Bisson : Jacques Baraduc
- Georges Claisse : Maréchal Philippe Pétain
- Patrick Préjean : le procureur André Mornet
- Brigitte Catillon : Jeanne Laval
- Götz Burger (de) : Otto Abetz
- Cyril Couton : Jean Jardin
- François Nambot : Bernard Ménétrel
- Patrick Rocca : Président Paul Mongibeaux
- Barbara Probst : Martine Naud
- Hande Kodja : Josée Laval
- Matthew Géczy : Ralph Heinzen
- Alain Chapuis : Adrien Marquet
- André Oumansky : Savarov
- Raphaël Defour : Roger, gardien de prison
- Franck Adrien : Henry du Moulin de Labarthète
- Cédric Monnet : René de Chambrun
- Christian Schiaretti : le parlementaire Charles
- Wolfgang Pissors : Fritz Sauckel
- Martin Ziemann : Théodore Dannecker
- Philippe Dusigne : le député Armand
- Henri-Edouard Osinski : le député Vincent
- Pierre Germain : Jules (paysan)
- Thierry Rousset : Jean (paysan)
- Éric Soubelet : fondé de pouvoir
- Pascal Coulan : élu d'Auvergne
- Jean-Claude Bolle-Reddat : Collaborateur de Laval
- Gilles Najean : le président Lebrun
- Alain Blazquez : le bâtonnier
- Pierre Desmaret : le juge Jean-Pierre Béteille
- Pascal Gimenez : René Bousquet
- Florence Bernard : la gouvernante des Naud

## Critiques
Le Figaro salue le téléfilm, jugeant que « toute sa force est de raconter, avec de nombreux flashback, le destin du collaborateur à travers le regard de son avocat gaulliste commis d’office, Albert Naud, un personnage incarné avec justesse par Grégoire Leprince-Ringuet ».